# Union Sportive Avranches Mont Saint Michel
O Union Sportive Avranches Mont Saint Michel é um clube de futebol francês fundado em 1897 em Avranches. A equipe compete no Championnat National.